# Giovanni Battista Riccioli
Giovanni Battista Riccioli (Ferrara, 17 de abril de 1598 – Bolonha, 25 de junho de 1671) foi um astrônomo e padre católico italiano. Riccioli nasceu em Ferrara, Itália. Foi um jesuíta que entrou na ordem em 1614, tendo servido para a ordem por toda sua vida. Riccioli foi a primeira pessoa a medir a taxa de aceleração de um corpo em queda livre.

## Carreira
Riccioli devotou a sua carreira para o estudo da astronomia, comumente trabalhando em conjunto com Francesco Maria Grimaldi. Riccioli e Grimaldi estudaram extensivamente a Lua. Grande parte da nomenclatura inerente às características da Lua ainda em uso na hodiernidade é consequência do trabalho de Riccioli e Grimaldi. Riccioli também observou Saturno, e foi um dos primeiros europeus a notar que a estrela Mizar era uma estrela dupla. Riccioli e Grimaldi também realizaram avanços aumentando a precisão de pêndulos. Ele escreveu o importante trabalho Almagestum novum em 1651, utilizando material obtido pelo trabalho de ambos. Em outra publicação, Geographia et hydrographia reformata, juntou muito do conhecimento da geografia mundial conhecida na época. Por não existir consenso sobre o heliocentrismo (que foi provado apenas no século XIX) não adotou como verdade absoluta, mas elogiava a teoria heliocêntrica do também sacerdote Nicolau Copérnico, embora tenha elogiado esta teoria pela sua simplicidade. Riccioli também efetuou estimativas das dimensões da Terra.
Apesar de sua dita oposição contra a teoria de Copérnico, Riccioli nomeou uma cratera proeminente da Lua como Copernicus, e outras crateras importantes foram nomeadas em homenagem a vários proponentes da teoria, incluindo Johannes Kepler, Galileu Galilei e Philippus Lansbergius. Crateras que Riccioli e Grimaldi nomearam em homenagem a si mesmos estão na mesma vicinidade, enquanto outros astrônomos jesuítas nomearam crateras em sua homenagem em outras partes da Lua, primariamente, próximo à Tycho. Isto é considerado, por vezes, como uma expressão tácita de simpatia pela teoria de Copérnico, o qual, como um jesuíta, não poderia publicamente expressar.

## Obras selecionadas
As obras de Riccioli são em latim.

### Astronomia

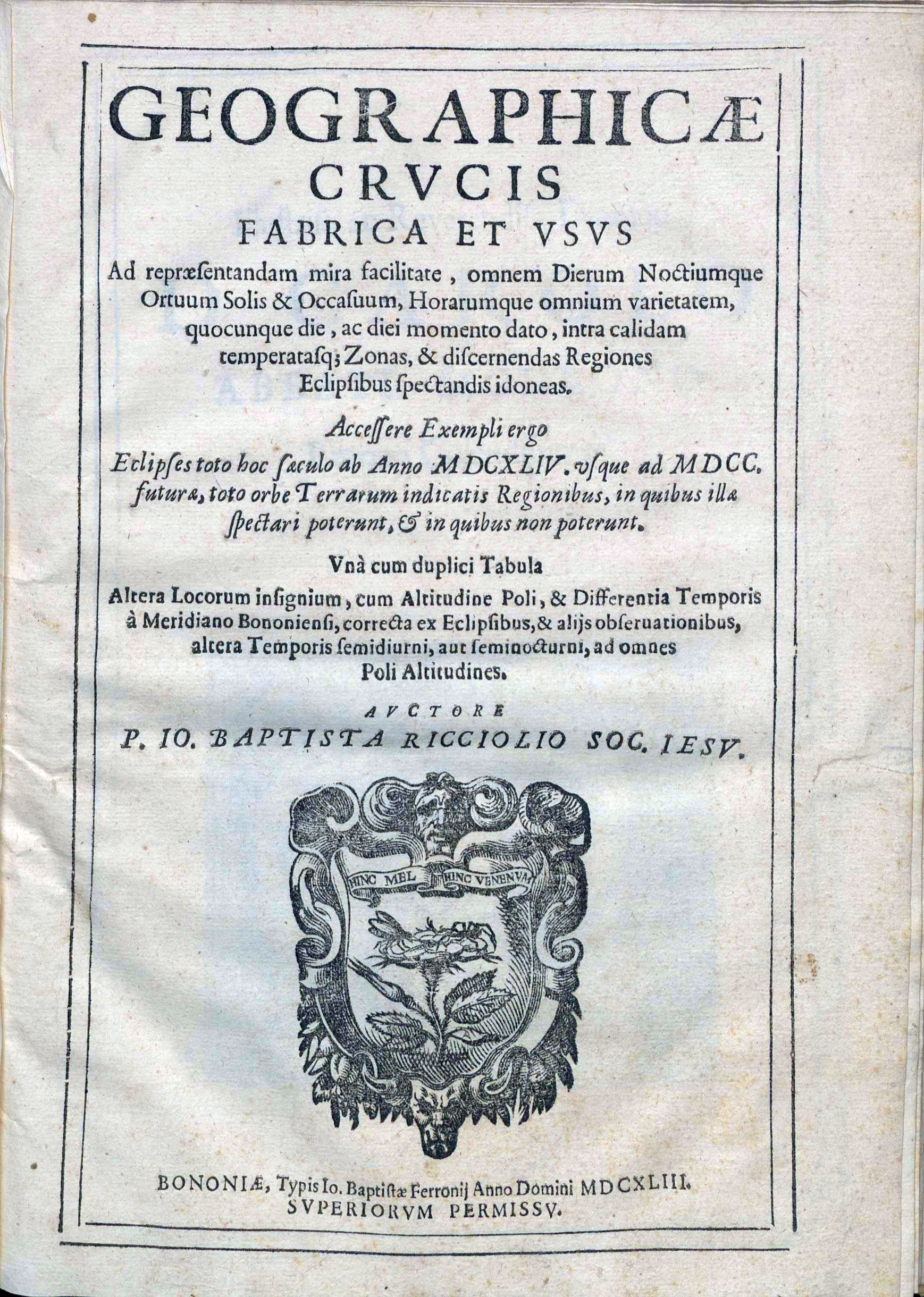
Geographicae crucis fabrica et usus ad repraesentandam mira facilitate omnem dierum noctiumque ortuum solis et occasum, horarumque omnium varietatem, 1643

- Geographicae crucis fabrica et usus ad repraesentandam ... omnem dierum noctiumque ortuum solis et occasum (Ferroni: 1643) (Map of the world - Gallica)
- Geographicae crucis fabrica et usus ad repraesentandam mira facilitate omnem dierum noctiumque ortuum solis et occasum, horarumque omnium varietatem (em latim). Bologna: Giovanni Battista Ferroni. 1643
- Almagestum novum astronomiam veterem novamque complectens observationibus aliorum et propriis novisque theorematibus, problematibus ac tabulis promotam (Vol. I–III, 1651) (Or: Volume 1 : First part no Google Livros; Second part no Google Livros)
- Geographiæ et hydrographiæ reformatæ libri duodecim no Google Livros, Bologna, 1661
  - Geographiæ et hydrographiæ reformatæ: nuper recognitæ & auctæ libri duodecim no Google Livros. 2nd ed., Venice, 1672. 695 p.
- Astronomia reformata (Vol. I–II, 1665)
  - Volume 1 no Google Livros: Observações, hipóteses e explicações
  - Volume 2 no Google Livros: Instruções de uso e as 102 tabelas
- Vindiciae calendarii Gregoriani adversus Franciscum Leveram (1666)
- Argomento fisicomattematico contro il moto diurno della terra (em italiano). Bologna: Emilio Maria Manolessi & fratelli. 1668
- Apologia R.P. Io. Bapt. Riccioli Societatis Iesu pro argumento physicomathematico contra systema Copernicanum (1669)
- Chronologiae reformatae et ad certas conclusiones redactae ... (Vol. I–IV, 1669)
  - ... tomus primus continens doctrinam temporum no Google Livros, 404 p.
  - ... tomus secundus Aetates Mundi Et Tria Chronica Continens no Google Livros, 236 p.
  - ... tomus tertius continens catalogos plurimos personarum rerumque insigniorum cum earum temporibus, no Google Livros 161p. & tomus quartus 324 p,
- Tabula latitudinum et longitudinum (1689)
- Tabula latitudinum et longitudinum (em espanhol). Cordoba: Antonio Serrano. 1744

### Teologia
- Evangelium unicum Domini nostri Jesu Christi ex verbis ipsis quatuor Evangelistarum conflatum et in meditationes distributum no Google Livros. Bologna, 1667, 466 p.
- Immunitas ab errore tam speculativo quam practico definitionum s. Sedis apostolicae in canonizatione sanctorum, in festorum ecclesiasticorum institutione et in decisione dogmatum, quae in verbo Dei scripto, traditove implicite tantum continentur, aut ex alterutro sufficienter deducuntur, Bologna, 1668 (Listado no Index Librorum Prohibitorum in 1669[3])
- De distinctionibus entium in Deo et in creaturis tractatus philosophicus ac theologicus (1669)

### Edições selecionadas de livros de Riccioli sobre prosódia
Os livros de Riccioli sobre prosódia foram revisados muitas vezes e passaram por muitas edições.
- Prosodia Bonnoniensis reformata .... Bologne, 1655
- Prosodia Bononiensis reformata no Google Livros. Padua, 1714 (os dois volumes se fundiram em um)